# Helodon perspicuus
Helodon perspicuus är en tvåvingeart som först beskrevs av Sommerman 1958.  Helodon perspicuus ingår i släktet Helodon och familjen knott. Inga underarter finns listade i Catalogue of Life.